# Mastanesosus
Mastanesosus (auch Sosus, Sos, oder Sus) war ein Berber-König von Mauretanien (heutiges Nord-Marokko) und Sohn von Bocchus I. Er herrschte von etwa 80 bis 49 v. Chr.

## Beweis der Existenz
Die wenigen bekannten Informationen über König Mastanesosus stammen von Münzen, auf denen die lateinische Inschrift „REX BOCCHVS SOSI F[ilius]“ (König Bocchus, Sohn des Sosus) zu lesen ist, sowie aus einer Erwähnung von Cicero in seiner Rede In Vatinium, in der er einen Reiseverlauf von Publius Vatinius durch Nordafrika beschrieb. Vatinius soll König Mastanesosus im Jahr 62 v. Chr. persönlich getroffen haben.
Einige Historiker, wie Stéphane Gsell, haben Mastanesosus mit Massinissa II. von Numidien verwechselt. Die archäologischen Funde und die Erwähnung bei Cicero lassen jedoch wenig Zweifel daran, dass ein König namens Sosus Mauretanien nach Bocchus I. und vor Bogud und Bocchus II. regiert hat.
Ein zusätzlicher Beweis für die Existenz eines Königs von Mauretanien namens Sos oder Sosus trat im Jahr 2020 zutage, als ein Schleuderblei mit der lateinischen Inschrift „REX•SOS“ (König Sos) entdeckt wurde. Das Schleuderblei könnte aus einer Schlacht stammen, die von Sosus’ Armee oder in seinem Namen geführt wurde.

## Herrschaft
Die Herrschaft von Bocchus I. könnte zu ihrem Ende aufgrund seines hohen Alters schwach gewesen sein, und Mastanesosus’ Regentschaft begann wahrscheinlich auf unsicherem Fundament. Zu Beginn seiner Herrschaft war Tingi (Tanger) unabhängig; die Stadt und ihr Umland wurden von einer fürstlichen Familie regiert, nämlich von Iephtas und später von dessen Sohn Ascalis. General Quintus Sertorius half, Prinz Ascalis um 80–81 v. Chr. zu entthronen, und stellte damit die Herrschaft von König Mastanesosus über die Region von Tanger wieder her. Während dieser Kampagne berichtete General Sertorius, dass er das Grab von Antaios besucht habe, wahrscheinlich beim Mzoura-Steinkreis.
Sallust berichtet, dass um 77–74 v. Chr. eine bestimmte Person aus Mauretanien unter der Aufsicht eines Königs namens Leptasta geschickt wurde, den Stéphane Gsell als „Iephtas“ interpretierte. Dies wirft große Fragen darüber auf, wann und wie Mastanesosus König wurde und wie viel Kontrolle er über das Königreich Mauretanien hatte. Abgesehen von diesen kleinen Ausschnitten von Ereignissen ist wenig über Mauretanien während der 30 Jahre bekannt, die auf den Tod von König Bocchus I. folgten.
| Vorgänger  | Amt                                 | Nachfolger            |
| ---------- | ----------------------------------- | --------------------- |
| Bocchus I. | König von Mauretanien 80–49 v. Chr. | Bogud und Bocchus II. |